# Слива, Богуслав
Богуслав Слива (пол. Bogusław Śliwa; 6 октября 1944, Львов — 23 ноября 1989, Стокгольм) — польский юрист и политический активист, активный участник оппозиционного движения. В 1964—1978 — сотрудник прокуратуры ПНР, был уволен за расследование убийства, совершённого представителем власти. Стал активистом правозащитной организации КОС-КОР и антикоммунистической группы ROPCiO. Видный деятель Солидарности, автор Обращения к трудящимся Восточной Европы. При военном положении интернирован, затем выслан из Польши. В эмиграции продолжал помогать противникам режима ПОРП. Посмертно награждён орденом Возрождения Польши.

## Прокуратура и конфликт
Родился в семье западноукраинских поляков. После Второй мировой войны семья Слива перебралась в Польшу и обосновалась в Зелёна-Гуре. В 1969 окончил юридический факультет Университета имени Адама Мицкевича в Познани. Был направлен на службу в органы прокуратуры ПНР. Был следователем прокуратуры в Ольштыне, Свебодзине, Калише. Состоял в правящей компартии ПОРП.
17 марта 1977 в деревне Дзежбин недалеко от Калиша погиб молодой крестьянин-единоличник Рышард Миколайчик. Милицейское расследование определило причиной смерти самоубийство. Богуслав Слива провёл прокурорское расследование и установил, что Миколайчика убил с целью ограбления офицер милиции. Однако вышестоящие прокурорские инстанции поддержали милицейскую версию и потребовали от Сливы прекратить дальнейшие следственные действия.
Богуслав Слива направил рапорты и заявления в десятки инстанций — прокурорскому начальству, Госсовету ПНР, депутатам сейма, комитетам ПОРП, редакциям партийных газет. Результатом стало увольнение Сливы из прокуратуры и исключение из ПОРП в августе 1978.

## В диссидентском движении
Посчитав происходящее беззаконием, Богуслав Слива передал материалы своего расследования в диссидентскую правозащитную организацию КОС-КОР. Установил связь с Яцеком Куронем, Адамом Михником, Брониславом Геремеком, Збигневом Ромашевским. 28 июня 1979 Слива принял участие в учреждении познанской ячейки КОС-КОР. Это сделало его объектом наблюдения Службы безопасности ПНР и поставило под угрозу ареста. Слива окончательно порвал с государством и перешёл на антикоммунистические позиции.
С 1979 года Богуслав Слива — активист радикальной антиправительственной организации Движение защиты прав человека и гражданина (ROPCiO). Одновременно продолжал работу в КОС-КОР (несмотря на идеологические различия этих организаций), сотрудничал с Радио Свободная Европа. Вместе с Антонием Петкевичем издавал журнал ROPCiO Свободное слово. Главной темой его статей являлся «правовой беспредел» коммунистического режима — подчинённость суда и прокуратуры партийной власти, произвол и жестокость милиции, тайная слежка, провокации и насилие госбезопасности.
Богуслав Слива сблизился с иезуитами из калишского католического монастыря. В значительной степени под влиянием Сливы калишская ячейка ROPCiO отличалась особой активностью, радикализмом и жёсткостью позиции. В ROPCiO Богуслав Слива занимался не только издательским направлением, но и финансами организации, расширением кадрового состава, установлением новых связей. Этому способствовала его основная работа юрисконсульта. Он оказывал юридические услуги сельскохозяйственным кооперативам и промышленным предприятиям Калиша. Много ездил по региону, заводя новые контакты.
В декабре 1979 года Богуслав Слива организовал в Калише акции памяти жертв событий 1970—1971. В Катовице он встретился с Казимежем Свитонем и оказал содействие в создании независимого профсоюза. 24 июля 1980 активисты демократической оппозиции в Варшаве создали «Социальный суд» — орган общественного наблюдения за правоохранительными органами. В его состав был введён и Слива.
С начала 1980 года Слива и Петкевич приложили большие усилия для формирования в Калише забастовочных комитетов и независимых профсоюзов. Наибольшую поддержку они встретили на городском строительном комбинате, электромеханическом заводе ZMER, винодельном заводе Winiary и текстильной фабрике Runotex. Слива брал на себя организационную и юридическую часть работы.

## Активист «Солидарности»
Когда в августе 1980 по всей Польше началось массовое забастовочное движение, в Калише была уже подготовлена почва для создания ячеек Солидарности. При этом Богуслав Слива компетентно участвовал в переговорах с властями и хозяйственными администраторами, добиваясь внесения в соглашения конкретных требований рабочих о повышении зарплаты и улучшении условий труда.
Богуслав Слива был фактическим руководителем аппарата региональной «Солидарности». Он принял также участие в учреждении местной Сельской Солидарности. Активно публиковался в бюллетенях независимых профсоюзов, возглавлял профсоюзную информационную сеть. Слива организовал систему антикоммунистической агитации, выступал как жёсткий противник ПОРП. По его инициативе печатались и распространялись произведения антикоммунистических авторов, включая Архипелаг ГУЛАГ Александра Солженицына. В июле 1981 был калишским лидером протестного марша — «голодного похода» — массовых демонстраций выступлений против экономической политики правительства, приводящей к дефициту продовольствия и росту цен. В рапортах госбезопасности отмечалось, что «антисоциалистический активист» Слива обладает большим влиянием на трудовые коллективы.
В марте 1981 года в Быдгоще произошёл жёсткий конфликт независимых профсоюзов с властями. Избиение милицией на сессии горсовета Яна Рулевского и его товарищей вызвало всеобщее возмущение и привело к общенациональной забастовке. Лех Валенса придерживался компромиссной позиции, которую осуждали многие активисты, в том числе Богуслав Слива.
Он выступил с критикой авторитарных тенденций и «культа личности» Валенсы. Слива призывал «не приписывать обычному человеку Валенсе незаработанных заслуг, не отождествлять „Солидарность“ с личностью одного Валенсы», напоминал, что „Солидарность“ создана многими людьми», включая избитых в Быдгоще. При этом Слива подчёркивал, что критика «не повредит Леху», а наоборот, поможет создать демократическое общенациональное движение, в котором «не будет разделения на партийных и верующих, поляков и евреев, начальников и подчинённых». Такого рода выступления и оценки Валенсы были в то время единичными.
В сентябре-октябре 1981 года Богуслав Слива был делегатом I съезда «Солидарности». Написал текст Обращения к трудящимся Восточной Европы — призыва к рабочим Чехословакии, Венгрии, ГДР, Болгарии, Румынии, Албании и всех республик СССР создавать независимые профсоюзы, подобные «Солидарности», и совместно бороться за свои права. Обращение вызвало серьёзную тревогу в руководстве КПСС, опасения в этой связи высказывал на заседании Политбюро сам Леонид Брежнев.
Богуслав Слива был сторонником максимальной политизации профобъединения на антиправительственной и антикоммунистической основе. Он состоял в Комитете защиты заключённых за убеждения, участвовал в учреждении Польской демократической партии, присоединился к Клубам Самоуправляемой Речи Посполитой — Свобода, Справедливость, Независимость. 21 ноября 1981 Слива написал на здании городского суда Калиша: Przywrócić godność prawu! — Восстановим достоинство права!.
Ключевой задачей он считал удаление организаций ПОРП с промышленных предприятий. Далее он считал возможным использовать формальный механизм выборов в сейм ПНР и местные советы, дабы законным путём вытеснить компартию из органов власти. В начале декабря 1981 года Богуслав Слива призывал «Солидарность» подготовиться к жёсткой конфронтации.

## Преследования

### Интернирование
13 декабря 1981 в ПНР было введено военное положение, власть перешла в руки Военного совета национального спасения во главе с генералом Ярузельским. «Солидарность» подверглась силовому разгрому. Более месяца Богуслав Слива возглавлял профсоюзное подполье в Калише, скрываясь на частных квартирах. 25 февраля 1982 он был задержан сотрудниками СБ под командованием поручика Веслава Яхимека.
Богуслав Слива был интернирован, содержался в различных лагерях. Выступал с протестами, держал голодовки. Был переведён в закрытую психбольницу с жёстким режимом. Содержание Сливы в местах лишения свободы лично контролировал начальник калишского управления СБ полковник Юзеф Скочек.

### Арест
25 ноября 1982 Богуслав Слива был освобождён. Безуспешно пытался трудоустроиться, но нигде не был принят. Созданное им частное предприятие (в ПНР допускался «индивидуальный сектор») было лишено заказчиков.
Власти рассчитывали на его отъезд из Польши, однако, вернувшись в Калиш, Слива примкнул к подпольным структурам «Солидарности». Организовал выпуск нескольких подпольных изданий. Участвовал в уличных протестах 1 мая 1983. После этой акции был вновь арестован, содержался в тюрьме, потом под арестом в больнице.
Уголовное дело в отношении Богуслава Сливы было прекращено по амнистии после отмены военного положения в июле 1983. В ультимативной форме СБ рекомендовала ему эмигрировать. По этому вопросу Слива обращался в посольства Франции и Дании, однако в этих странах не удалось согласовать его иммиграционного статуса. Между соответствующими инстанциями ПНР, нескольких европейских государств и СБ завязалась длительная переписка. Решение вопроса тормозилось по процедурным основаниям. В итоге согласие принять Сливу как политэмигранта дали власти Швеции. Санкцию на его отъезд подписывал начальник СБ ПНР генерал Генрик Данковский.

## Активность в эмиграции
30 декабря 1983 Богуслав Слива с семьёй отбыл на жительство в Швецию. Обосновался в Стокгольме, работал переплётчиком. Примкнул к эмигрантской организации Конгресс поляков в Швеции, занял пост секретаря в её руководящем совете.
В эмиграции Богуслав Слива продолжал активно выступать с политическими заявлениями, поддерживал тесные связи с польским оппозиционным движением, прежде всего с Антонием Петкевичем в Калише. Организовывал нелегальную доставку в Польшу полиграфического оборудования. Выступал по шведскому телевидению после убийства Ежи Попелушко, в котором обвинил СБ. В ноябре 1984 Богуслав Слива посетил Лондон и участвовал в торжествах по случаю Дня независимости Польши, организованных Польским правительством в изгнании. На этих мероприятиях находился рядом с Казимежем Саббатом. В конце 1985 он оказал помощь в адаптации братьев-подростков Адама и Кшиштофа Зелиньских, бежавших из ПНР — публичные выступления Сливы способствовали предоставлению Зелиньским вида на жительство в Швеции.
СБ ПНР пристально наблюдала за деятельностью Богуслава Сливы. Офицер калишского управления СБ Веслав Яхимек (уже в звании капитана) в специальном рапорте констатировал активные нападки Сливы на государственные власти ПНР. Особую тревогу вызывали выступления Сливы на Радио «Свободная Европа». В апреле 1985 вроцлавский военный прокурор подполковник Збигнев Голембевич начал следственные действия в отношении Богуслава Сливы и группы калишских оппозиционных активистов.

## Кончина во время перемен
В 1989 в Польше произошли исторические перемены: мощная забастовочная волна вынудила ПОРП согласиться на переговоры с оппозицией и провести «полусвободные» выборы. Результатом стала победа «Солидарности» и формирование первого некоммунистического правительства во главе с Тадеушем Мазовецким. В августе 1989 года Богуслав Слива смог посетить Польшу и встретиться с товарищами по «Солидарности».
Богуслав Слива планировал создание разветвлённой инфраструктуры связей между Швецией и новой Польшей. Но эти планы не сбылись из-за скоропостижной смерти 45-летнего Сливы. Похоронен он на стокгольмском кладбище Норра бегравнингсплатсен.

## Личность и память
С июля 1980 Богуслав Слива был женат на активистке протестного движения Малгожате Хвильциньской. В браке супруги имели двоих детей. Люди, знавшие Богуслава Сливу, отмечали такие доминирующие черты его характера, как честность, убеждённость, чувство гражданского долга, профессиональную добросовестность, дружелюбие и добродушие.
11 ноября 1990 президент Польши в изгнании Рышард Качоровский посмертно наградил Богуслава Сливу Кавалерским крестом ордена Возрождения Польши. 18 октября 2006 указом президента Польши Леха Качиньского Богуслав Слива посмертно награждён Командорским крестом ордена Возрождения Польши. 15 июня 2007 городской совет Калиша объявил Богуслава Сливу почётным гражданином города.
Надпись на здании калишского суда, сделанная Богуславом Сливой в ноябре 1981 года, с тех пор поддерживается и обновляется как «самый необычный памятник в Польше». Подробная биография Богуслава Сливы издана в Калише в 2005.